# Sajik-dong, Gwangju
Sajik-dong (koreanska: 사직동)  är en stadsdel i staden Gwangju i den sydvästra delen av Sydkorea, 270 km söder om huvudstaden Seoul. Den ligger i stadsdistriktet Nam-gu.